# Louis-Marie-Joseph-Eusèbe Caverot
Louis-Marie-Joseph-Eusèbe Caverot (Joinville, 26 de maio de 1806 - Lyon, 23 de janeiro de 1887) foi um cardeal e arcebispo católico francês.

## Biografia
Estudou no seminário de Paris, onde foi ordenado sacerdote em 19 de março de 1831.
Foi vigário metropolitano, depois cônego do capítulo da catedral e, finalmente, vigário geral da arquidiocese de Besançon.
Em 22 de julho de 1849 recebeu a consagração episcopal depois de ser nomeado bispo de Saint-Dié. Em 26 de julho de 1876 tornou-se arcebispo de Lyon.
O Papa Pio IX elevou-o ao posto de cardeal no consistório de 12 de março de 1877 e atribuiu-lhe o título de San Silvestro in Capite.
Ele então participou do conclave de 1878 que elegeu o Papa Leão XIII. 
Em 1884 optou pelo título de Santíssima Trindade em Monte Pincio.
Ele morreu aos 80 anos e seu corpo foi enterrado na catedral de Lyon.

## Link Externo
- Sylwetka w słowniku biograficznym kardynałów Salvadora Mirandy
- Catholic-Hierarchy